# Amtsgericht Bad Vilbel
Das Amtsgericht Bad Vilbel war von 1879 bis 2004 ein hessisches Amtsgericht mit Sitz in Bad Vilbel.

## Instanzliche Einordnung
Das Amtsgericht Bad Vilbel war erstinstanzliches Gericht in Zivil-, Familien- und Strafsachen. Nach dem Zweiten Weltkrieg gehörte es zum Bezirk des Landgerichts Frankfurt am Main. Zweite Instanz war das Oberlandesgericht Frankfurt am Main.

## Gerichtsbezirk
Das Amtsgericht Bad Vilbel war zuletzt zuständig für die Städte Bad Vilbel und Karben im Wetteraukreis mit insgesamt 55.000 Einwohnern.

## Sitz

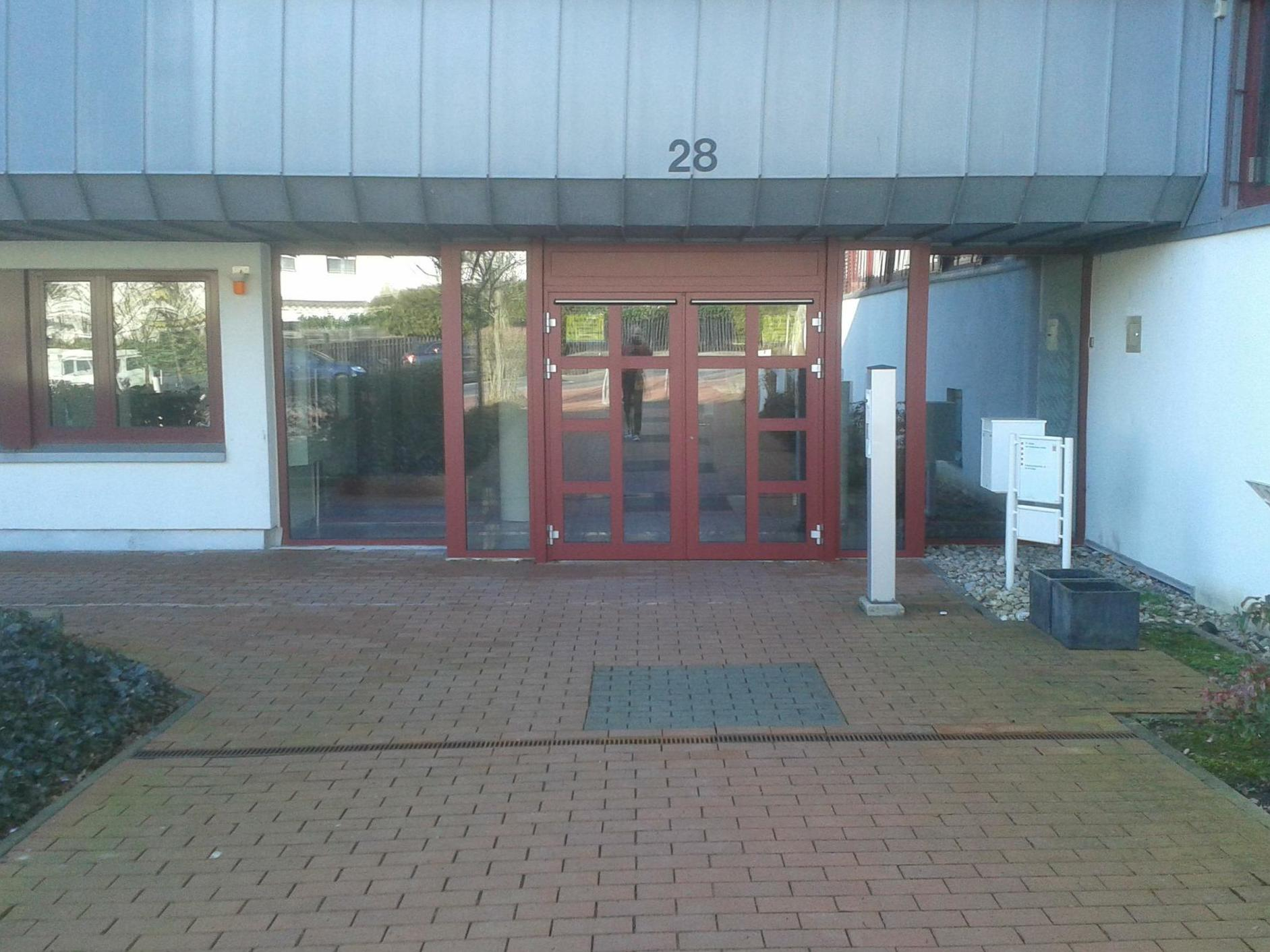
Friedrich-Ebert-Straße 28

Der Sitz des Gerichts war seit 1989 die Friedrich-Ebert-Str. 28 in Bad Vilbel, als das dortige Gerichtsgebäude eingeweiht wurde. Zuvor war es in dem historischen Gerichtsgebäude aus der Zeit des Großherzogtums Hessen untergebracht (siehe dazu: hier).

## Geschichte

### Gründung
Am 1. Oktober 1879 erfolgte aufgrund des Gerichtsverfassungsgesetzes die Anpassung der Gerichtsverfassung des Großherzogtums Hessen an die nun reichseinheitlich standardisierte Gerichtsverfassung. Damit wurde auch das Amtsgericht Vilbel gegründet. Funktional trat es an die Stelle des bisherigen Landgerichts Vilbel.

### Weitere Entwicklung
Mit Wirkung vom 1. Januar 1882 wurden die Gemeinden Burg-Gräfenrode, Heldenbergen und Kaichen vom Amtsgerichtsbezirk Vilbel abgetrennt und dem Bezirk des Amtsgerichts Friedberg zugeteilt. Gleiches geschah am 1. Juli 1911 mit den Gemeinden Rodheim und Holzhausen. Im Jahre 1943 verlor das Gericht seine Eigenständigkeit und wurde zur Zweigstelle des Amtsgerichtes Friedberg.
Nach dem Zusammenbruch des Dritten Reiches im Frühjahr 1945 wurde mit dem Aufbau der Justizverwaltung in Groß-Hessen das Amtsgericht in Bad Vilbel im Herbst 1945 neu gegründet. Zum 1. Januar 1949 wurde der Amtsgerichtsbezirk Bad Vilbel vom Landgerichtsbezirk Gießen abgetrennt und dem Landgerichtsbezirk Frankfurt am Main zugeteilt. Am 1. Juli 1957 wurde aus dem Amtsgerichtsbezirk Frankfurt am Main die Zuständigkeit für die Gemeinde Gronau dem Amtsgericht Bad Vilbel übertragen, die jedoch 1968 an das Amtsgericht Hanau abgegeben wurde.

### Ende
Das Gericht wurde zum 31. Dezember 2004 aufgelöst, seine Aufgaben vom Amtsgericht Frankfurt am Main übernommen. Das ehemalige Gerichtsgebäude dient heute als IT-Stelle der hessischen Justiz.

## Richter am Gericht
- Claus Asendorf